# Aleksandr Komarowski
Aleksandr Nikołajewicz Komarowski (ros. Александр Николаевич Комаровский, ur. 7 maja?/20 maja 1906 w Petersburgu, zm. 19 listopada 1973 w Moskwie) – radziecki generał armii, Bohater Pracy Socjalistycznej (1949).

## Życiorys
W 1928 ukończył Moskiewski Instytut Inżynierów Transportu, pracował na stanowiskach inżynieryjno-technicznych w moskiewskich instytucjach budowlanych, a od listopada 1931 w OGPU m.in. jako szef sektora, zastępca szefa działu technicznego i zastępca szefa prac jednego z rejonów budowy kanału imienia Moskwy, w maju 1936 został szefem centralnego rejonu budowy tego kanału. Od końca 1938 do maja 1939 był zastępcą ludowego komisarza floty wojskowo-morskiej ZSRR, potem zastępcą ludowego komisarza floty wojskowo-morskiej ZSRR ds. budownictwa, jednocześnie od 1939 należał do WKP(b), od sierpnia do listopada 1941 pracował w Głównym Zarządzie Prac Obronnych NKWD ZSRR jako szef jednego z zarządów. W listopadzie 1941 został dowódcą 5 Armii Saperów i zastępcą szefa Głównego Zarządu Prac Obronnych Ludowego Komisariatu Obrony ZSRR, na tym stanowisku organizował budowę linii obronnych na Froncie Południowym i Południowo-Zachodnim oraz pod Stalingradem, od stycznia 1942 do 1943 był szefem "Bakałstroja" NKWD ZSRR, a później szefem Zarządu Budowy Zakaukaskiego Zakładu Metalurgicznego. Od maja 1944 do 1951 i ponownie 1952-1953 był szefem Głównego Zarządu Poprawczych Obozów Pracy Budownictwa Przemysłowego NKWD/MWD ZSRR, 1953-1963 stał na czele „Gławpromstroja” MWD ZSRR, jednocześnie od 1955 był szefem „Gławpromstroja” Ministerstwa Budowy Maszyn Średnich w randze wiceministra. W latach 1945–1963 kierował projektowaniem i budową obiektów przemysłu atomowego, wniósł również wkład w budowę centrów naukowych ZSRR, w 1956 otrzymał tytuł doktora nauk technicznych, a w 1958 profesora, 1958-1973 kierował katedrą w Moskiewskim Instytucie Inżynieryjno-Budowlanym im. Kujbyszewa. Był deputowanym do Rady Najwyższej ZSRR 8 kadencji. Został pochowany na Cmentarzu Nowodziewiczym.

## Awanse
- generał major służby inżynieryjno-technicznej (22 lutego 1943)
- generał porucznik służby inżynieryjno-technicznej (22 lutego 1963)
- generał pułkownik służby inżynieryjno-technicznej (16 czerwca 1965)
- generał armii (2 listopada 1972)

## Odznaczenia i nagrody
- Medal Sierp i Młot Bohatera Pracy Socjalistycznej (29 października 1949)
- Order Lenina (siedmiokrotnie)
- Order Czerwonego Sztandaru (dwukrotnie)
- Order Wojny Ojczyźnianej I klasy
- Order Czerwonej Gwiazdy (dwukrotnie)
- Nagroda Stalinowska (1951)
- Nagroda Leninowska (1968)
- Krzyż Komandorski z Gwiazdą Orderu Odrodzenia Polski (PRL, 1968)[1]

Oraz medale ZSRR i odznaczenia zagraniczne.